# Javac
javac("자바시"로 발음)는 오라클의 자바 개발 키트(JDK)에 포함된 주요 자바 컴파일러이다.
이 컴파일러는 자바 언어 사양(JLS)을 충족하는 소스 코드를 받아들인 다음 자바 가상 머신 사양(JVMS)을 충족하는 바이트코드를 생성한다.
javac는 자바로 자체 작성되어 있다. 이 컴파일러는 프로그래밍적으로 호출이 가능하기도 하다.

## 역사
2006년 11월 13일, 썬의 자바 가상 머신(JVM)과 자바 개발 키트(JDK)의 사용이 가능해졌으며 GPL 라이선스로 배포되었다. (Sun's OpenJDK 핫스팟 페이지 참고)
버전 0.95부터 자바 클래스 라이브러리의 자유 구현체인 GNU 클래스패스는 클래스패스 런타임(GIJ)와 컴파일러(GCJ)를 사용하여 컴파일과 javac 실행을 지원하며, 또 javac를 사용하여 GNU 클래스패스 클래스 라이브러리, 도구, 예제를 컴파일할 수 있게 하고 있다.

## 같이 보기
- 자바 컴파일러
- 자바 (프로그래밍 언어)
- 자바 플랫폼
- OpenJDK